# Ambulycini
De Ambulycini zijn een geslachtgroep van vlinders uit de familie pijlstaarten (Sphingidae).

## Geslachten en soorten
- Adhemarius Oitiaca, 1939
  - Adhemarius blanchardorum Hodges, 1985
  - Adhemarius daphne (Boisduval, 1870)
  - Adhemarius dariensis (Rothschild & Jordan, 1903)
  - Adhemarius dentoni (Clark, 1916)
  - Adhemarius donysa (Druce, 1889)
  - Adhemarius eurysthenes (R. Felder, 1874)
  - Adhemarius fulvescens (Closs, 1915)
  - Adhemarius gagarini (Zikan, 1935)
  - Adhemarius gannascus (Stoll, 1790)
  - Adhemarius germanus (Zikan, 1934)
  - Adhemarius globifer (Dyar, 1912)
  - Adhemarius palmeri (Boisduval, 1875)
  - Adhemarius sexoculata (Grote, 1865)
  - Adhemarius tigrina (Felder, 1874)
  - Adhemarius ypsilon (Rothschild & Jordan, 1903)
- Akbesia Rothschild & Jordan, 1903
  - Akbesia davidi (Oberthur, 1884)
- Ambulyx Westwood, 1847
  - Ambulyx andangi Brechlin, 1998
  - Ambulyx auripennis Moore, 1879
  - Ambulyx bakeri (Clark, 1929)
  - Ambulyx belli (Jordan, 1923)
  - Ambulyx bima Rothschild & Jordan, 1903
  - Ambulyx canescens Walker, 1865
  - Ambulyx celebensis (Jordan, 1919)
  - Ambulyx ceramensis (Joicey & Talbot, 1921)
  - Ambulyx charlesi (Clark, 1924)
  - Ambulyx clavata (Jordan, 1929)
  - Ambulyx cyclasticta (Joicey & Kaye, 1917)
  - Ambulyx dohertyi Rothschild, 1894
  - Ambulyx immaculata (Clark, 1924)
  - Ambulyx inouei Cadiou & Holloway, 1985
  - Ambulyx japonica Rothschild, 1894
  - Ambulyx johnsoni (Clark, 1917)
  - Ambulyx joiceyi (Clark, 1923)
  - Ambulyx jordani (Bethune-Baker, 1910)
  - Ambulyx kuangtungensis (Mell, 1922)
  - Ambulyx lahora Butler, 1875
  - Ambulyx lestradei Cadiou, 1998
  - Ambulyx liturata Butler, 1875
  - Ambulyx maculifera Walker, 1866
  - Ambulyx matti (Jordan, 1923)
  - Ambulyx meeki (Rothschild & Jordan, 1903)
  - Ambulyx montana Cadiou & Kitching, 1990
  - Ambulyx moorei Moore, 1858
  - Ambulyx naessigi Brechlin, 1998
  - Ambulyx obliterata (Rothschild, 1920)
  - Ambulyx ochracea Butler, 1885
  - Ambulyx phalaris (Jordan, 1919)
  - Ambulyx placida Moore, 1888
  - Ambulyx pryeri Distant, 1887
  - Ambulyx psedoclavata Inoue, 1996
  - Ambulyx schauffelbergeri Bremer & Grey, 1853
  - Ambulyx schmickae Brechlin, 1998
  - Ambulyx semifervens (Walker, 1865)
  - Ambulyx semiplacida Inoue, 1990
  - Ambulyx sericeipennis Butler, 1875
  - Ambulyx siamensis Inoue, 1991
  - Ambulyx sinjaevi Brechlin, 1998
  - Ambulyx staudingeri Rothschild, 1894
  - Ambulyx substrigilis Westwood, 1847
  - Ambulyx suluensis Hogenes & Treadaway, 1998
  - Ambulyx tattina (Jordan, 1919)
  - Ambulyx tenimberi (Clark, 1929)
  - Ambulyx tondanoi (Clark, 1930)
  - Ambulyx wildei Miskin, 1891
  - Ambulyx wilemani (Rothschild & Jordan, 1916)
- Amplypterus Hübner, 1819
  - Amplypterus mansoni (Clark, 1924)
  - Amplypterus panopus (Cramer, 1779)
- Barbourion Clark, 1934
  - Barbourion lemaii (Le Moult, 1933)
- Batocnema Rothschild & Jordan, 1903
  - Batocnema africanus (Distand, 1899)
  - Batocnema coquerelii (Boisduval, 1875)
- Compsulyx Holloway, 1979
  - Compsulyx cochereaui (Viette, 1971)
- Orecta Rothschild & Jordan, 1903
  - Orecta acuminata Clark, 1923
  - Orecta fruhstorferi Clark, 1916
  - Orecta lycidas (Boisduval, 1875)
  - Orecta venedictoffae Cadiou, 1995
- Protambulyx Rothschild & Jordan, 1903
  - Protambulyx astygonus (Boisduval, 1875)
  - Protambulyx carteri Rothschild & Jordan, 1903
  - Protambulyx euryalus Rothschild & Jordan, 1903
  - Protambulyx eurycles (Herrich-Schaffer, 1854)
  - Protambulyx goeldii Rothschild & Jordan, 1903
  - Protambulyx ockendeni Rothschild & Jordan, 1903
  - Protambulyx strigilis (Linnaeus, 1771)
  - Protambulyx sulphurea Rothschild & Jordan, 1903
- Trogolegnum Rothschild & Jordan, 1903
  - Trogolegnum pseudambulyx (Boisduval, 1875)

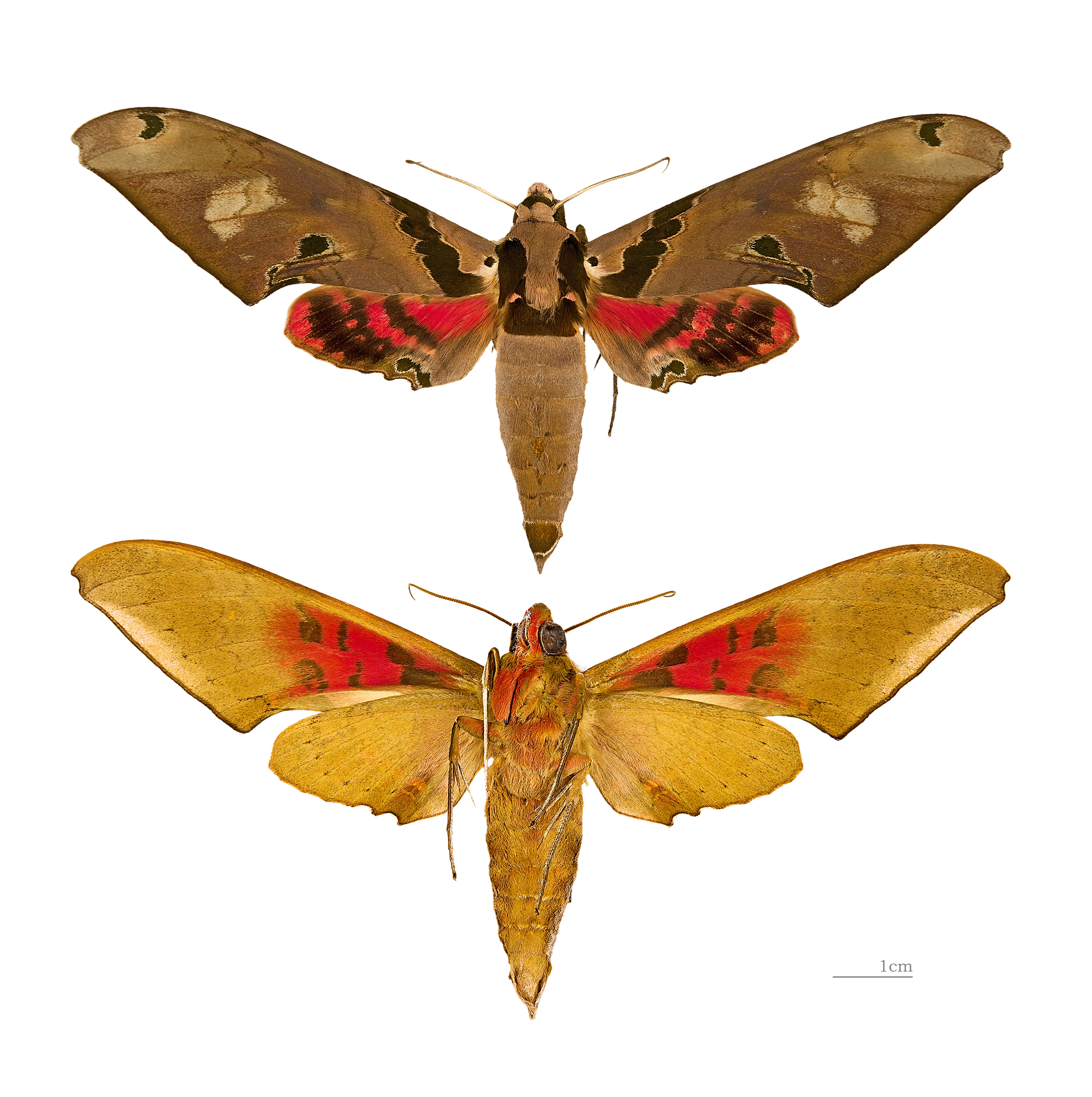
Adhemarius
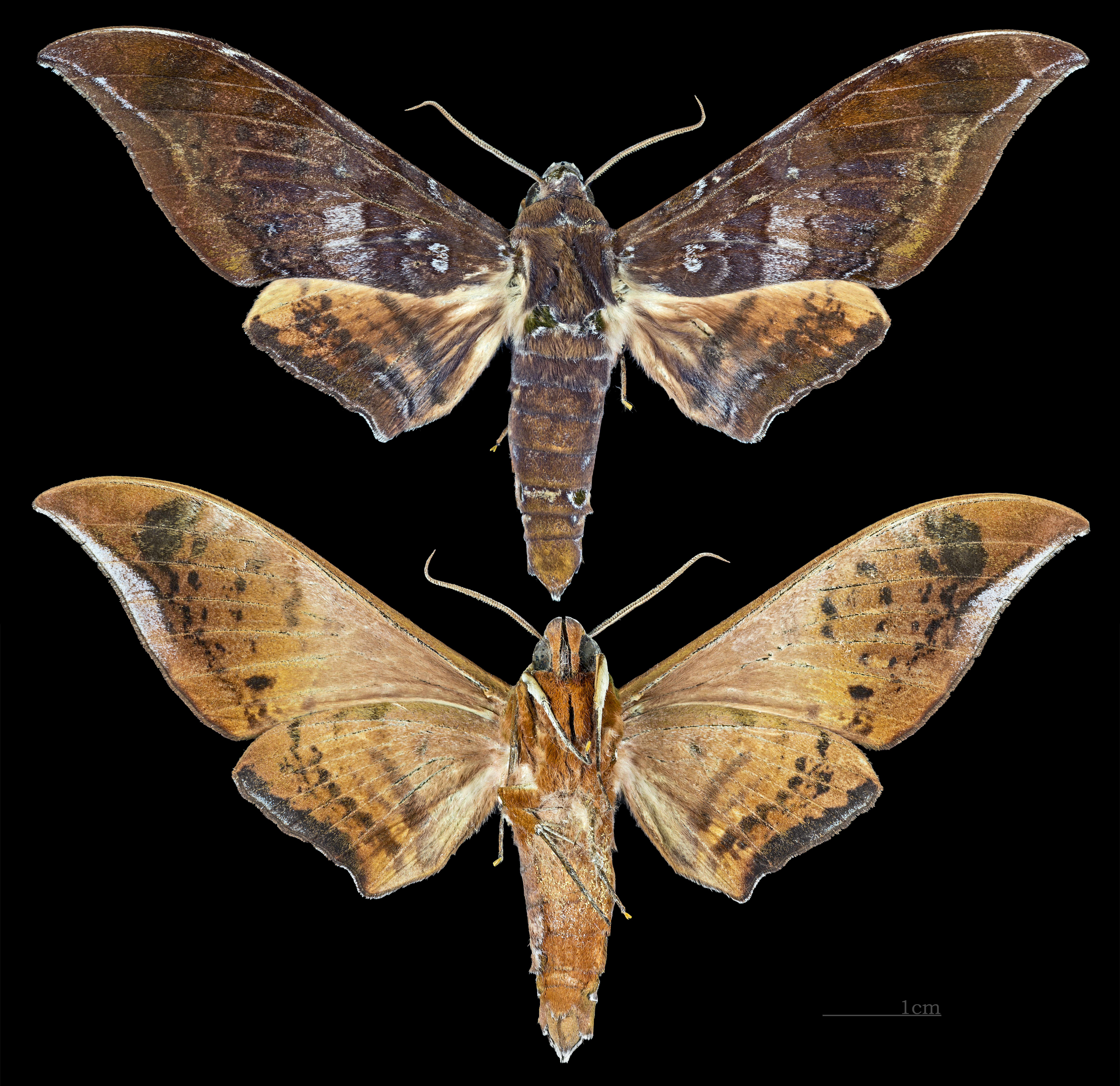
Ambulyx
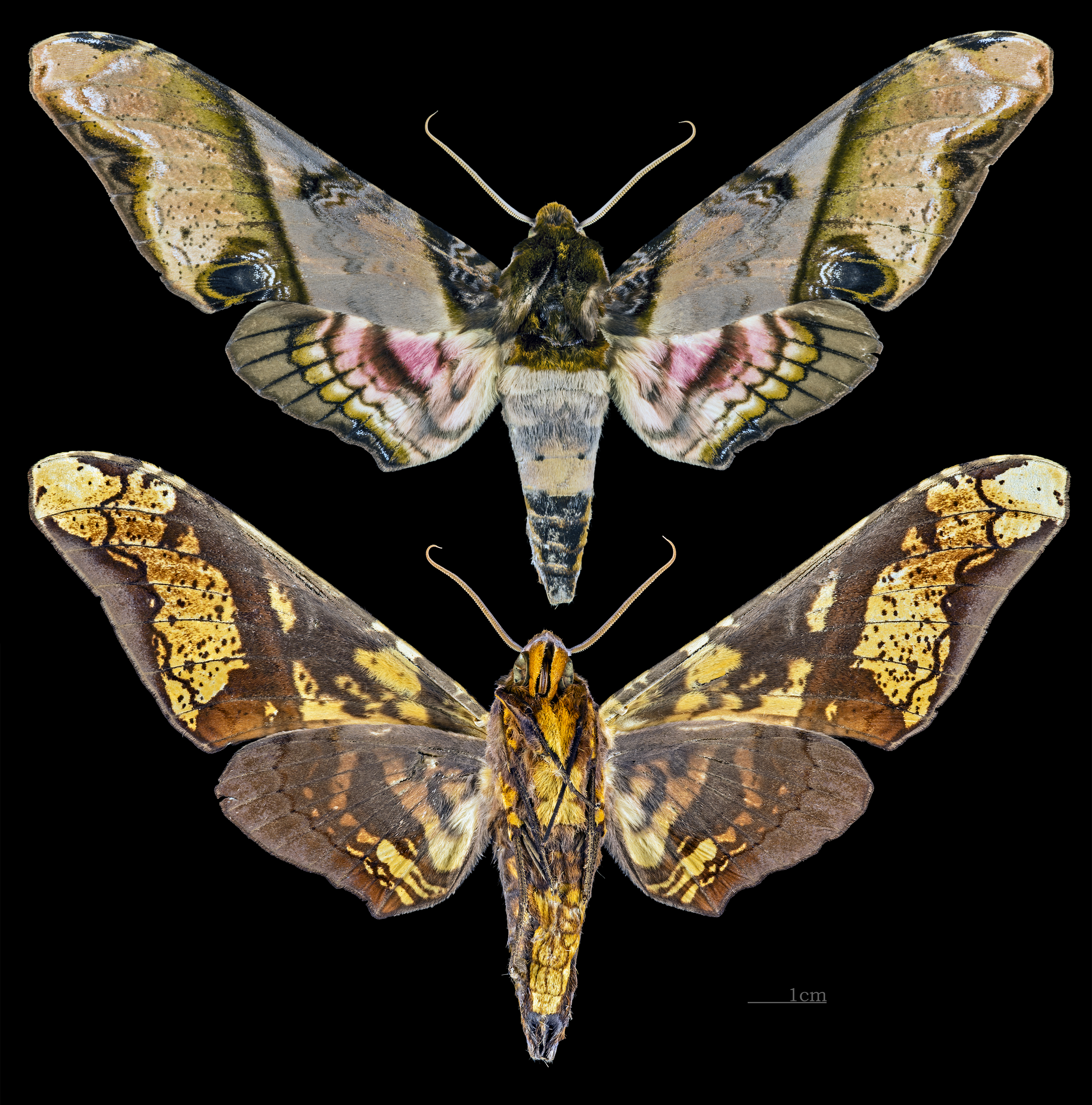
Amplypterus
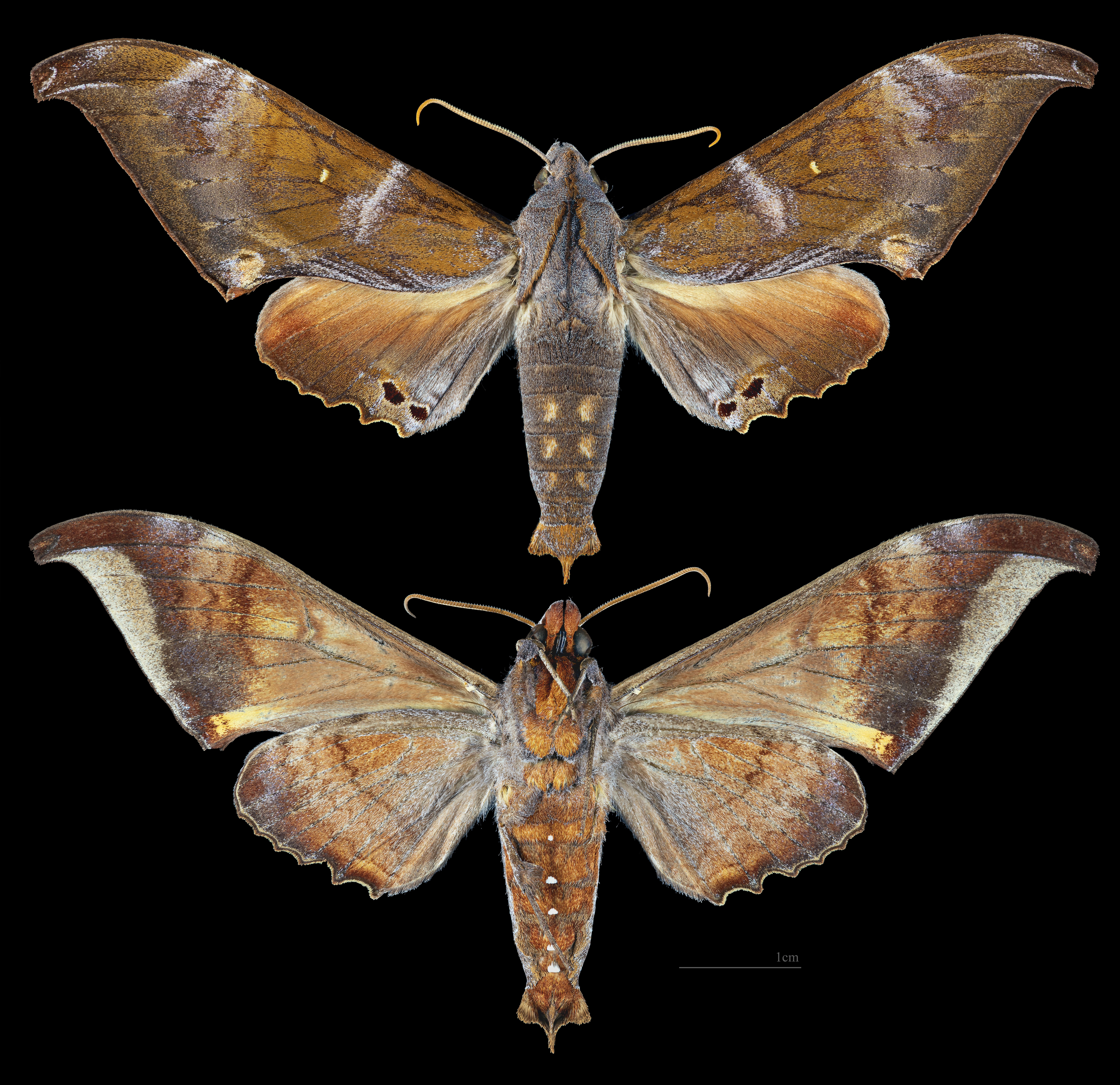
Barbourion
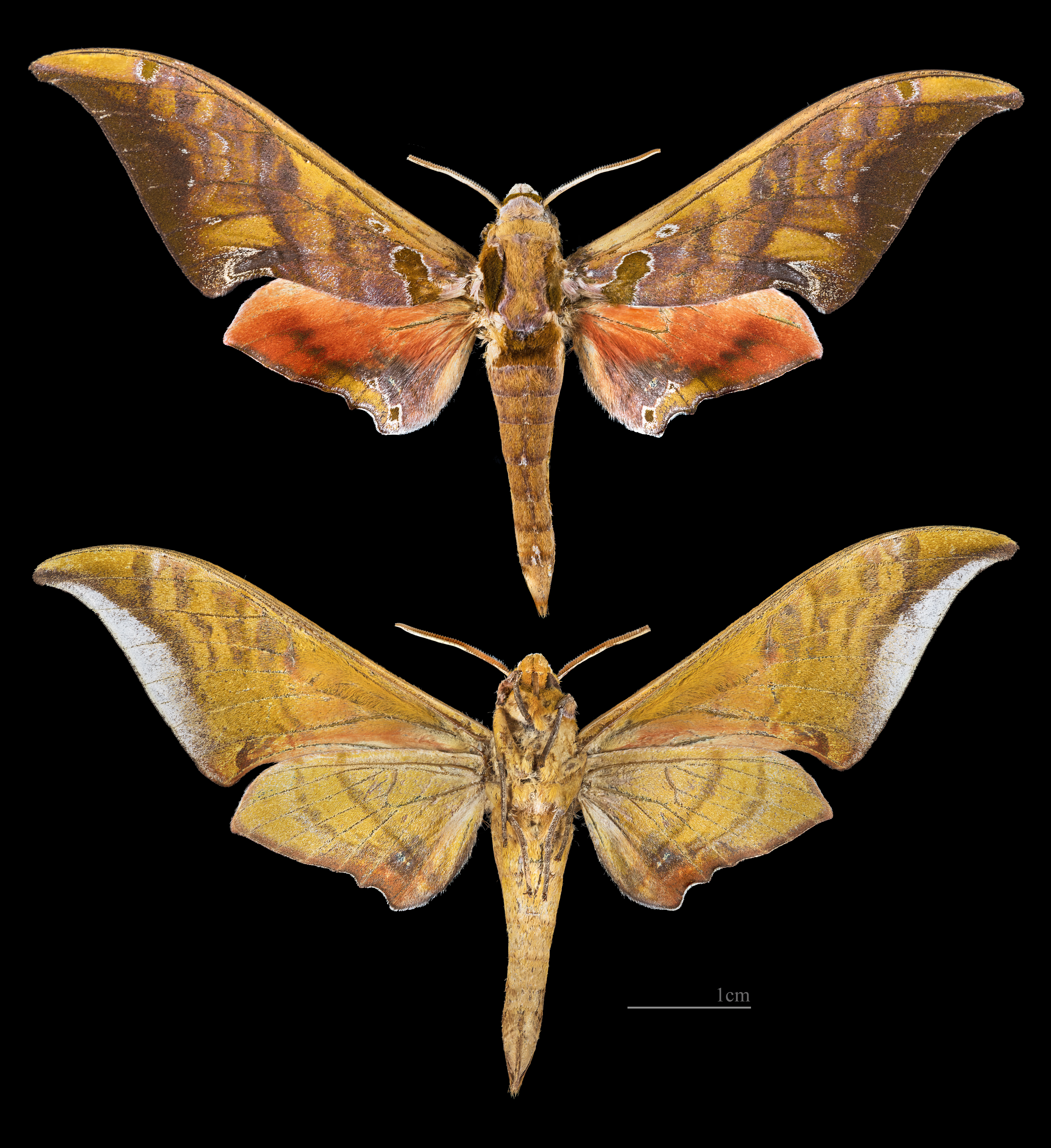
Orecta
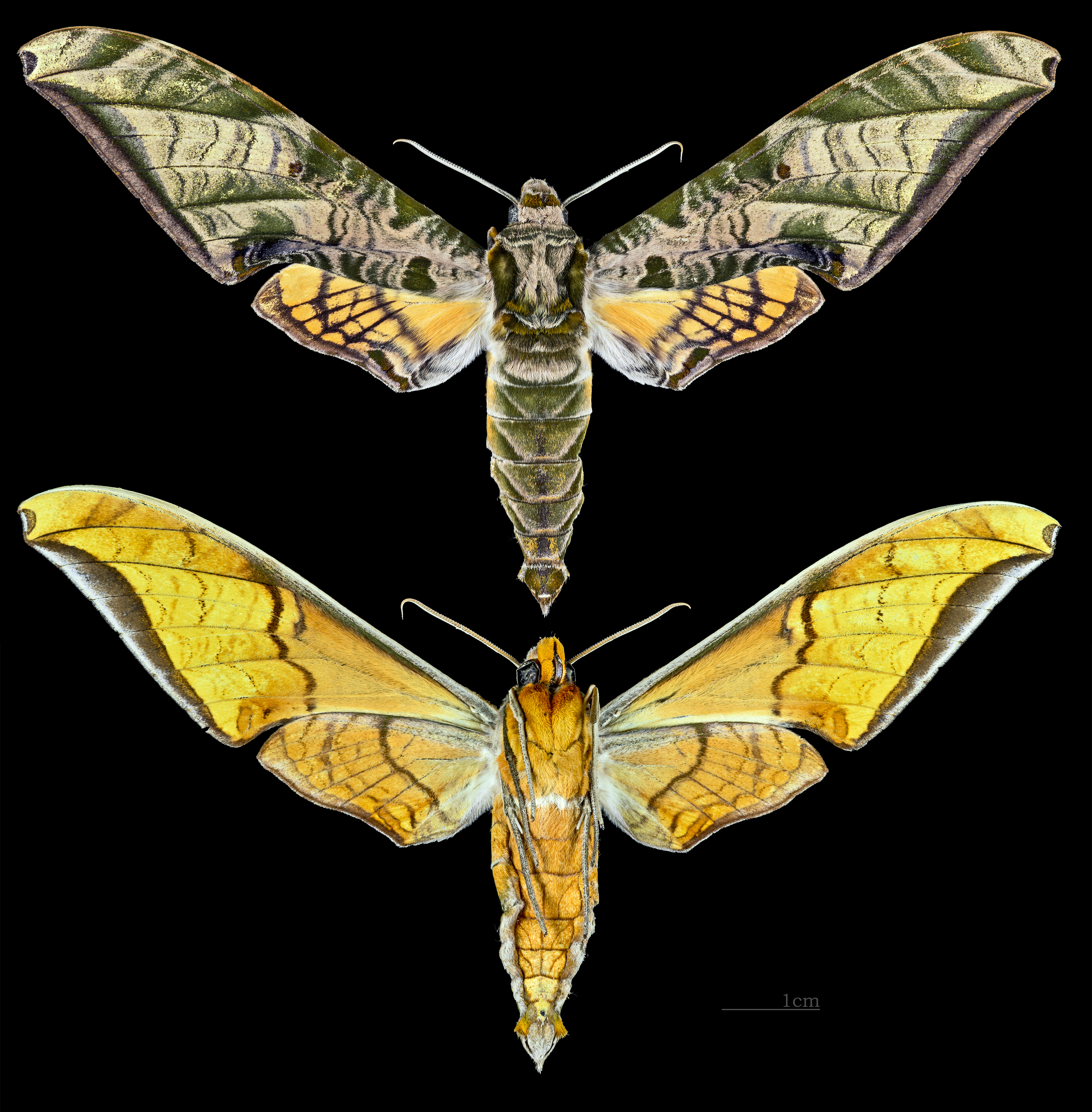
Protambulyx
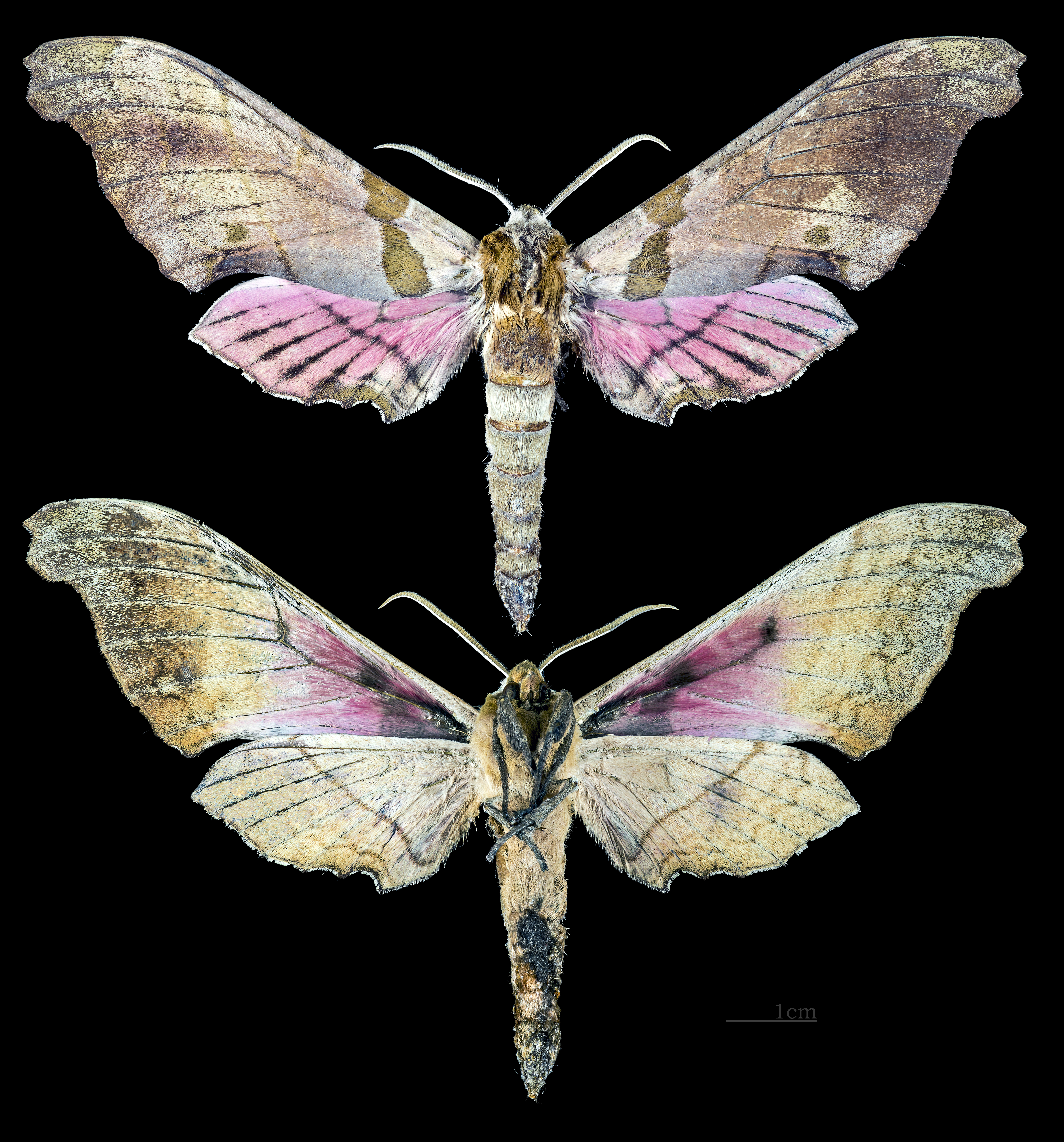
Trogolegnum